# Victor J. Kemper
Victor Jay Kemper (ur. 14 kwietnia 1927 w Newark, zm. 27 listopada 2023 w Los Angeles) – amerykański operator filmowy. W ciągu swojej trwającej cztery dekady kariery pracował przy ponad 60 tytułach filmowych. Znany z wielokrotnej współpracy z reżyserem Arthurem Hillerem.
W latach 1993–1996 i 1999-2001 przewodniczący Amerykańskiego Stowarzyszenia Operatorów Filmowych (American Society of Cinematographers, ACS). W 1998 zdobył od tego stowarzyszenia nagrodę za całokształt twórczości.

## Wybrana filmografia
- Restauracja Alicji (1969; reż. Arthur Penn)
- Mężowie (1970; reż. John Cassavetes)
- Błędny detektyw (1971; reż. Anthony Harvey)
- Kim jest Harry Kellerman i dlaczego wygaduje o mnie te okropne rzeczy? (1971; reż. Ulu Grosbard)
- Szpital (1971; reż. Arthur Hiller)
- Kandydat (1972; reż. Michael Ritchie)
- Bożyszcze kobiet (1972; reż. Gene Saks)
- Przyjaciele Eddiego (1973; reż. Peter Yates)
- Shamus (1973; reż. Buzz Kulik)
- Gracz (1974; reż. Karel Reisz)
- Pieskie popołudnie (1975; reż. Sidney Lumet)
- Niedosyt (1976; reż. Bob Rafelson)
- Ostatni z wielkich (1976; reż. Elia Kazan)
- Mikey i Nicky (1976; reż. Elaine May)
- Audrey Rose (1977; reż. Robert Wise)
- Na lodzie (1977; reż. George Roy Hill)
- O mój Boże! (1977; reż. Carl Reiner)
- Zwariowany Andy (1978; reż. Carl Reiner)
- Coma (1978; reż. Michael Crichton)
- Oczy Laury Mars (1978; reż. Irvin Kershner)
- Magia (1978; reż. Richard Attenborough)
- ...i sprawiedliwość dla wszystkich (1979; reż. Norman Jewison)
- Szajbus (1979; reż. Carl Reiner)
- Jeszcze raz Pearl Harbor (1980; reż. Don Taylor)
- Xanadu (1980; reż. Robert Greenwald)
- Cztery pory roku (1981; reż. Alan Alda)
- Autor! Autor! (1982; reż. Arthur Hiller)
- Pan mamuśka (1983; reż. Stan Dragoti)
- W krzywym zwierciadle: Wakacje (1983; reż. Harold Ramis)
- Samotny facet (1984; reż. Arthur Hiller)
- W krzywym zwierciadle: Europejskie wakacje (1985; reż. Amy Heckerling)
- Wielka przygoda Pee Wee Hermana (1985; reż. Tim Burton)
- Tajemniczy wielbiciel (1985; reż. David Greenwalt)
- Trop (1985; reż. Jonathan Lynn)
- Koń mądrzejszy od jeźdźca (1988; reż. Michael Dinner)
- Cohen i Tate (1989; reż. Eric Red)
- Nic nie widziałem, nic nie słyszałem (1989; reż. Arthur Hiller)
- Wariaci (1990; reż. Tony Bill)
- Poślubieni (1991; reż. Arthur Hiller)
- F/X 2 (1991; reż. Richard Franklin)
- Sobowtór (1991; reż. Maurice Phillips)
- Beethoven (1992; reż. Brian Levant)
- Tomcio Grubasek (1995; reż. Peter Segal)
- Świąteczna gorączka (1996; reż. Brian Levant)
- Eddie (1996; reż. Steve Rash)
- American Pie: Wakacje (2005; reż. Steve Rash)
- Dziewczyny z drużyny 3 (2006; reż. Steve Rash)[3]